# 1458

## Esdeveniments
Països Catalans
Resta del món

## Naixements
Països Catalans
Resta del món
- Jacopo Sannazaro, poeta.

## Necrològiques
Països Catalans
- 27 de juny - Alfons V d'Aragó.
- 17 de juliol - Càpua (Itàlia): Bertran Samasó, 24è president de la Generalitat de Catalunya.
- 6 d'agost - Alfons de Borja, que regnà com a papa Calixt III; era valencià i de parla catalana.
- 7 de setembre, València: Maria de Castella, reina d'Aragó (1416-1458) (n. 1401).[1]

Resta del món